# Guyan Kanté
Joe Souleymane Dit Guyan Kanté (sinh ngày 5 tháng 1 năm 1982) là một thủ môn bóng đá người Bờ Biển Ngà thi đấu cho SOA.

## Sự nghiệp
Kanté bắt đầu sự nghiệp ở Académie de Sol Beni, trước khi được triệu tập vào đội một ASEC Mimosas và thi đấu tại MTN Champions League 2004. Anh rời khỏi ASEC vào tháng 1 năm 2007 và chuyển đến Issia Wazi. Mùa giải 2009, Kanté gia nhập AS Denguélé. Năm 2010, Kanté thi đấu cho SOA.

## Sự nghiệp quốc tế
Anh từng là thành viên của Đội tuyển bóng đá quốc gia Bờ Biển Ngà.

## Đời sống cá nhân
Guyan là anh trai của Adama Kanté, cũng là một thủ môn bóng đá. Năm 2009, cả hai thi đấu trong cùng một đội, the AS Denguélé.